# Мэттью Грейвульф
Бе́ньямин Бусс (нем. Benjamin Buss; род. 7 октября 1977, Вадгассен, Саар), более известен под сценическим именем Мэттью Грейвульф (англ. Matthew Greywolf) — немецкий хеви-метал-гитарист. Играет в группе Powerwolf. Участвовал в таких коллективах, как Red AIM, Flowing Tears. Является близким другом Чарльза Грейвульфа, с помощью которого, несмотря на отсутствие родства, принял сценический псевдоним «Greywolf».

## Биография
Вырос в католической семье. Начал интересоваться металом в возрасте 11 лет.
В 1995 году создаёт группу Red Aim, после распада которой, вместе с другими участниками создает Powerwolf, где и играет по сегодняшний день.
В 1994—2014 годах был гитаристом, программистом и клавишником в группе Flowing Tears.
Также создаёт обложки и дизайн сцены для группы Powerwolf.

## Дискография

### Powerwolf
- Return in Bloodred (2005)
- Lupus Dei (2007)
- Bible of the Beast (2009)
- Blood of the Saints (2011)
- Preachers of the Night (2013)
- Blessed & Possessed (2015)
- The Sacrament of Sin (2018)
- Call of the Wild (2021)

### Flowing Tears
- Smansongs (1996)
- Joy Parade (1998)
- Jade[англ.] (2002)
- Serpentine[англ.] (2002)
- Razorbliss[англ.] (2004)
- Thy Kingdom Gone[англ.] (2008)